# Classe Wasp
Les navires de classe Wasp sont des navires d'assaut amphibie (Landing Helicopter Dock selon la liste des codes des immatriculations des navires de l'US Navy), conçus pour déployer des forces terrestres sur des rivages ennemis. À bord de ces navires il y a un escadron d'hélicoptères lesquels ont comme mission le transport de troupes et de l'équipement, jusqu'à 20 AV-8B Harrier II et des embarcations de débarquement (jusqu'à 3 aéroglisseurs LCAC ou des LCU). Ils succèdent aux Landing Helicopter Assault (LHA) de classe Tarawa dont ils sont une évolution conservant certaines de leurs caractéristiques.
Au total, 8 navires de cette classe sont en service en 2014. Ils ont tous été construits au chantier naval Ingalls de Pascagoula dans l'État du Mississippi.

## Capacités
Outre les quelque 2 000 membres d'une Marine Expeditionary Unit embarqués dans la flottille de transport centré sur un classe Wasp, ce dernier peut emporter plus d'une trentaine d'aéronefs.
Voici la composition du groupe aérien de l'USS Bataan (LHD-5) en août 2014:
- 12 MV-22B Ospreys (Marine Medium Tiltrotor Squadron 263 (Reinforced))[3];
- 8 AV-8B Harriers;
- 4 CH-53E Super Stallion;
- 4 AH-1W Super Cobra;
- 3 UH-1Y Venom.

## Navires
| no coque | Nom              | Commande         | Construction      | Lancement         | Mise en service | Port d'attache[Quand ?]                    | Statut                                            |
| -------- | ---------------- | ---------------- | ----------------- | ----------------- | --------------- | ------------------------------------------ | ------------------------------------------------- |
| LHD-1    | Wasp             | 30 mai 1985      | 4 août 1987       | 29 juillet 1989   |                 | Norfolk, Virginie                          | en service                                        |
| LHD-2    | Essex            | 20 mars 1989     | 23 février 1991   | 17 octobre 1992   |                 | San Diego, Californie                      | en service                                        |
| LHD-3    | Kearsarge        | 6 février 1990   | 26 mars 1992      | 16 octobre 1993   |                 | Norfolk, Virginie                          | en service                                        |
| LHD-4    | Boxer            | 18 avril 1991    | 13 août 1993      | 11 février 1995   |                 | San Diego, Californie                      | en service                                        |
| LHD-5    | Bataan           | 22 juin 1994     | 15 mars 1996      | 20 septembre 1997 |                 | Norfolk, Virginie                          | en service                                        |
| LHD-6    | Bonhomme Richard | 18 avril 1995    | 14 mars 1997      | 15 août 1998      |                 | San Diego, Californie, en 2020 depuis 2018 | Subit un incendie le 12 juillet 2020, sera démoli |
| LHD-7    | Iwo Jima         | 12 décembre 1997 | 4 février 2000    | 30 juin 2001      |                 | Mayport, Floride                           | en service                                        |
| LHD-8    | Makin Island     | 14 février 2004  | 22 septembre 2006 | 24 octobre 2009   |                 | San Diego, Californie                      | en service                                        |

## Galerie de photos

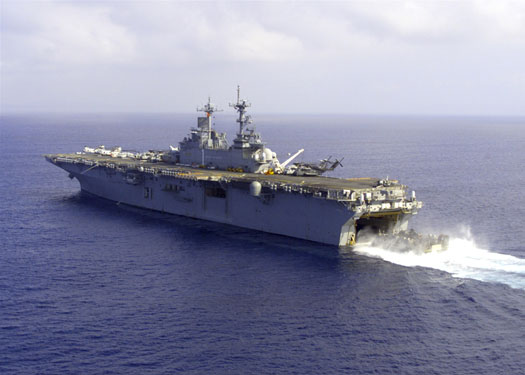
Vue arrière de l'USS Wasp montrant un LCAC
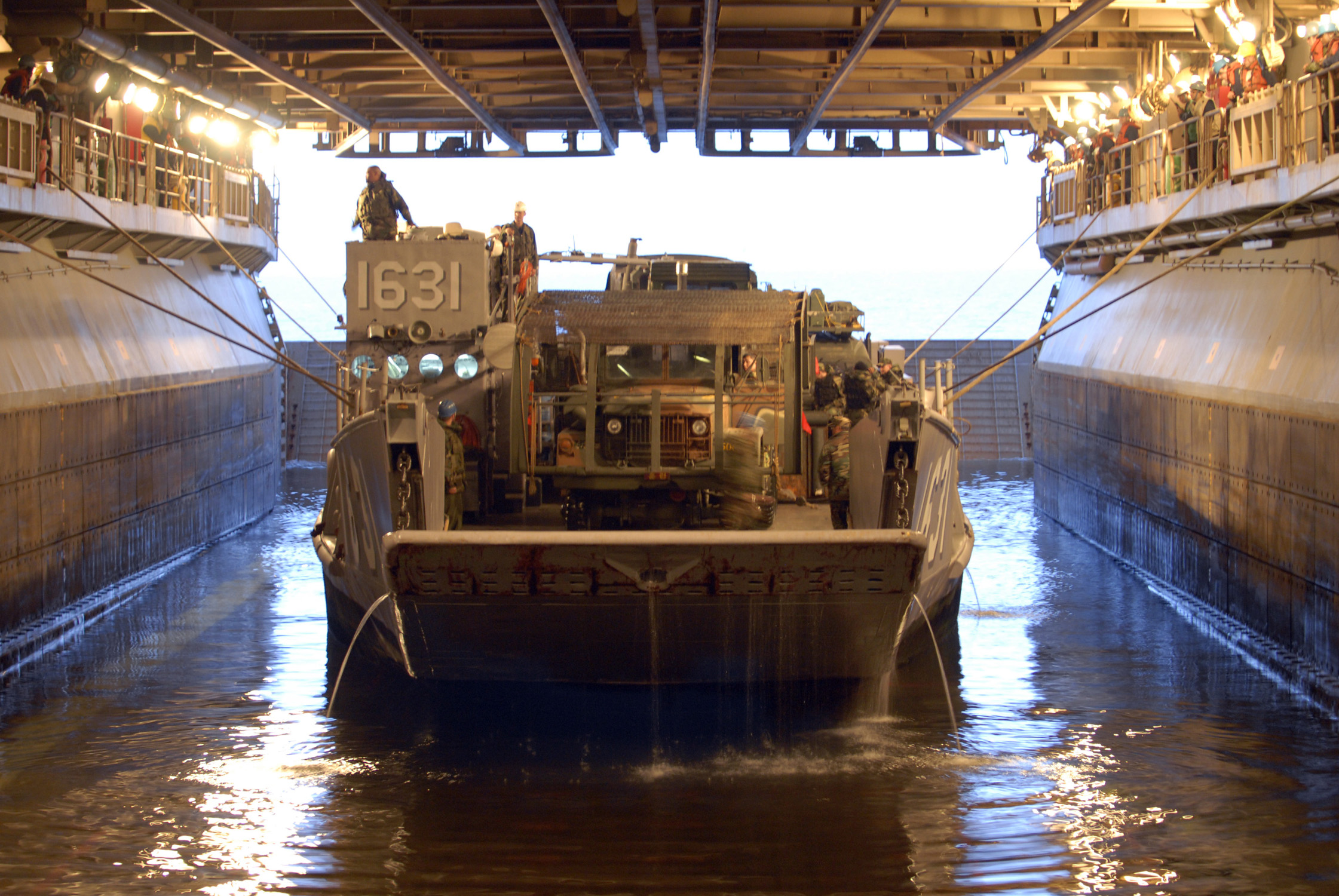
Radier inondable de l'USS Essex avec un LCU déradiant au large de Pohang (Corée du Sud)
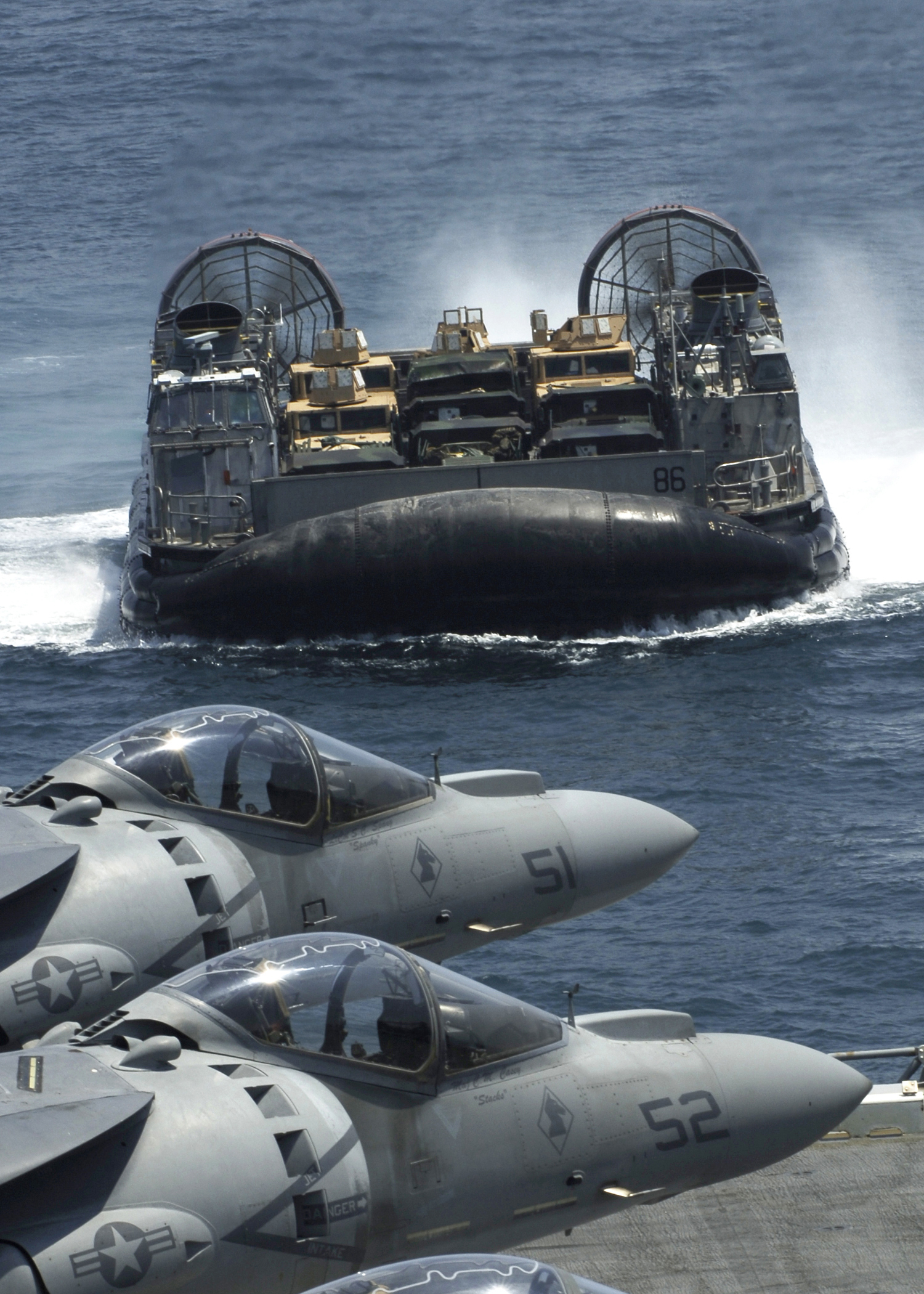
Un LCAC s'apprête à enradier l'USS Iwo Jima, où stationnent des AV-8B Harrier II, au large de Norfolk (Virginie) (21 juillet 2008)
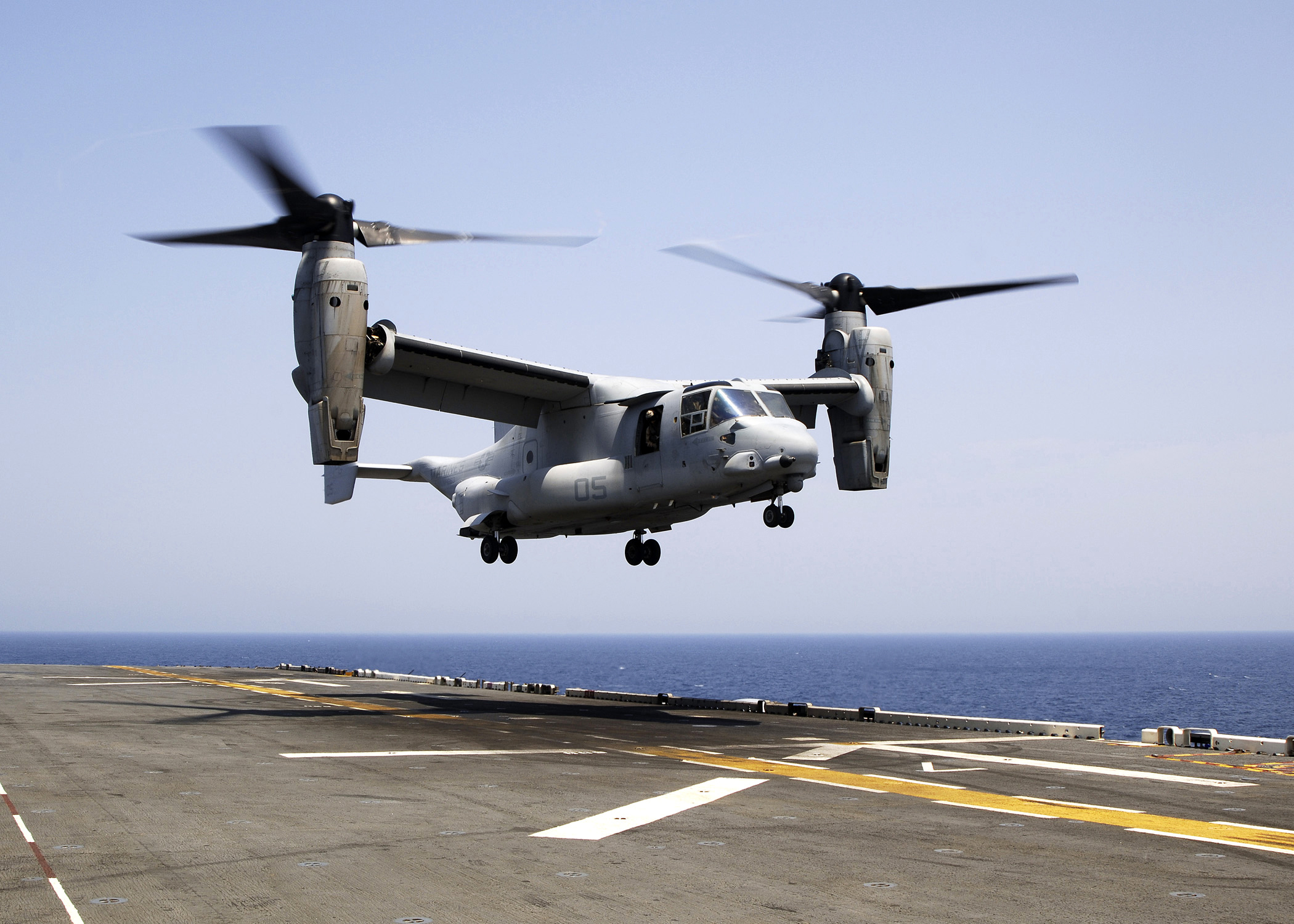
Un MV-22 Osprey de l'US Marine Corps se pose sur l'USS Iwo Jima au large de Norfolk (Virginie) (22 juillet 2008)

## Culture populaire
- Dans le jeu vidéo Battlefield 4, l'USS Valkyrie est un navire fictif de la classe Wasp.